# Bārā Lācha La
Bārā Lācha La är ett bergspass i Indien.   Det ligger i distriktet Lāhul and Spiti och delstaten Himachal Pradesh, i den norra delen av landet, 500 km norr om huvudstaden New Delhi. Bārā Lācha La ligger 4 931 meter över havet.
Terrängen runt Bārā Lācha La är bergig västerut, men österut är den kuperad. Runt Bārā Lācha La är det mycket glesbefolkat, med 3 invånare per kvadratkilometer. Det finns inga samhällen i närheten. Trakten runt Bārā Lācha La är permanent täckt av is och snö.